# Liberale Internationale
De Liberale Internationale (LI) is een organisatie van liberale partijen uit Europa, Amerika, Afrika en Azië. Zij omvat een breed scala van klassiek-liberale tot progressief liberale partijen. De LI is een van de wereldwijde organisaties van partijen waarvan de naam is afgeleid van de Internationale. Op haar oprichtingsconferentie van 1947 in Oxford heeft de LI het Oxford-manifest opgesteld.

## Structuur

### Voorzitters
| Voorzitter            | Voorzitter                        | Termijn                          | Partij                                  | Land                |
| --------------------- | --------------------------------- | -------------------------------- | --------------------------------------- | ------------------- |
| Salvador de Madariaga | Salvador de Madariaga (1886–1978) | 20 april 1948 – 18 april 1952    | Mont Pèlerin Society                    | Spanje              |
|                       | Roger Motz (1904–1964)            | 18 april 1952 – 20 april 1958    | Liberale Partij                         | België              |
| Giovanni Malagodi     | Giovanni Malagodi (1904–1991)     | 20 april 1958 – 15 april 1966    | Liberale Partij                         | Italië              |
| Edzo Toxopeus         | Edzo Toxopeus (1918–2009)         | 15 april 1966 – 25 april 1970    | Volkspartij voor Vrijheid en Democratie | Nederland           |
| Gaston Thorn          | Gaston Thorn (1928–2007)          | 25 april 1970 – 18 april 1982    | Demokratesch Partei                     | Luxemburg           |
| Giovanni Malagodi     | Giovanni Malagodi (1904–1991)     | 18 april 1982 – 26 april 1989    | Liberale Partij                         | Italië              |
| Adolfo Suárez         | Adolfo Suárez (1932–2014)         | 26 april 1989 – 22 april 1992    | Partido Popular                         | Spanje              |
| Otto Lambsdorff       | Otto Graf Lambsdorff (1926–2009)  | 22 april 1992 – 25 april 1994    | Freie Demokratische Partei              | Duitsland           |
|                       | David Steel (1938)                | 25 april 1994 – 15 april 1996    | Liberal Democrats                       | Verenigd Koninkrijk |
| Frits Bolkestein      | Frits Bolkestein (1933–2025)      | 15 april 1996 – 18 april 2000    | Volkspartij voor Vrijheid en Democratie | Nederland           |
| Annemie Neyts         | Annemie Neyts (1944)              | 18 april 2000 – 25 april 2005    | Vlaamse Liberalen en Democraten         | België              |
| John Alderdice        | John Alderdice (1955)             | 25 april 2005 – 20 april 2009    | Liberal Democrats                       | Verenigd Koninkrijk |
| Hans van Baalen       | Hans van Baalen (1960–2021)       | 20 april 2009 – 26 april 2014    | Volkspartij voor Vrijheid en Democratie | Nederland           |
| Juli Minoves          | Juli Minoves (1969)               | 26 april 2014 – 30 november 2018 | Partit Liberal                          | Andorra             |
| Hakima El Haite       | Hakima El Haite (1963)            | 30 november 2018 – heden         | Mouvement populaire                     | Marokko             |

### Aangesloten partijen
Vanuit Nederland zijn zowel D66 als de VVD bij de LI aangesloten. De Belgische leden zijn de Open Vld en de MR. Verder zijn onder andere lid: de FDP (Duitsland), Venstre en Radikale Venstre (Denemarken), Venstre (Noorwegen), Demokratiese Alliansie (Zuid-Afrika), Jabloko (Rusland), de partijen Folkpartiet liberalerna en Centerpartiet uit Zweden, en Liberal Democrats (Verenigd Koninkrijk).
De Liberale Internationale deelt jaarlijkse de Prize for Freedom uit.